# Kościół św. Michała Archanioła w Chróścinie
Kościół św. Michała Archanioła w Chróścinie – rzymskokatolicki kościół parafialny zlokalizowany w centrum miejscowości Chróścina (powiat górowski, województwo dolnośląskie). Siedziba parafii św. Michała Archanioła. 

## Historia

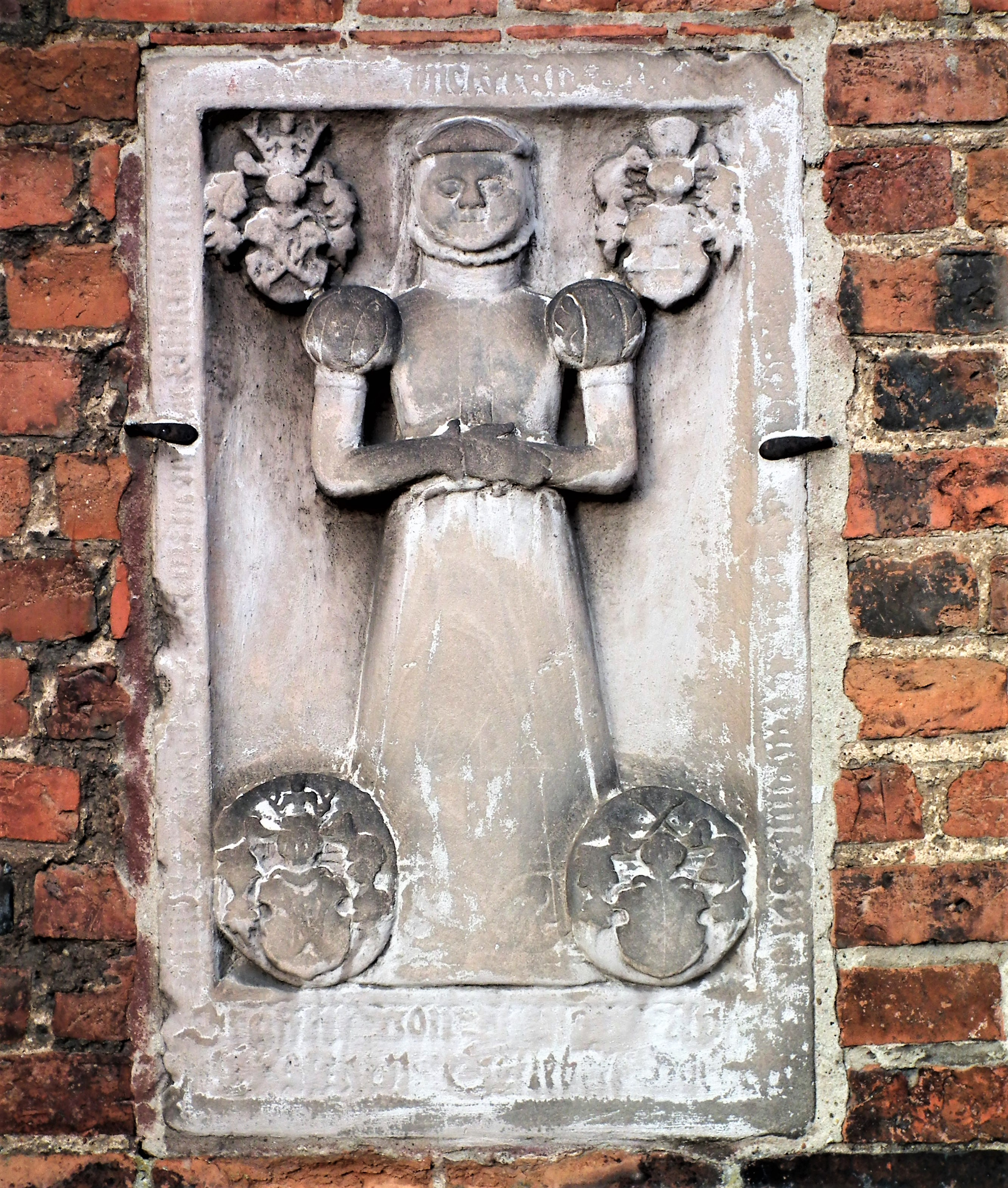
Jedno z epitafiów

Pierwsza wzmianka o świątyni we wsi figuruje w dokumencie wystawionym w 1289 roku. Wymieniano w nim plebana „Thomasa in Croszyna”. Obiekt został wzniesiony w stylu późnogotyckim w końcu XV wieku. Data "1483" widniała na jednym z niezachowanych dzwonów kościelnych. Fundatorem mógł być właściciel lokalnych dóbr, Henryk IV von Dohna. Kościół przejęli protestanci albo w roku 1522, albo w 1530 - pozostawał on w ich rękach do roku 1654. W 1646 roku na wieży położono nowy hełm. Inicjatorką tej modernizacji była Marianna Jadwiga von Dohna. 
W drugiej ćwierci XVIII wieku kościół oraz lokalne dobra przejęły klaryski z Głogowa. W 1743 roku wykonano ambonę z fundacji opatki głogowskich klarysek. W 1810 roku nastąpiła w Prusach sekularyzacja dóbr klasztornych, w tym chróścińskich. W latach 60. XIX wieku dobudowano do kościoła ceglaną kruchtę od południa i poddano przebudowie otwory okienne. W końcu XIX wieku obiekt wyposażono w ołtarz neogotycki, ołtarze boczne i neogotyckie stalle. W 1920 roku silna burza uszkodziła ściany wieży (ostatecznie zawaliła się w 1929 roku, a odbudowano ją w 1933 roku). W 1933 roku zbudowano też emporę organową i posadowiono organy. W 1961 roku świątynia została poddana renowacji.

## Architektura
Kościół jest ceglany, jednonawowy, oszkarpowany, z przylegającym do nawy węższym, dwuprzęsłowym, zamkniętym trójbocznie prezbiterium, przykrytym sklepieniem krzyżowo-żebrowym. Nawa kryta jest natomiast kasetonowym stropem. Od północy do prezbiterium przylega zakrystia ze sklepieniem kolebkowym. Do korpusu nawowego od zachodu przystawiono wieżę o rzucie kwadratu. Od południa do korpusu przylega kruchta. 
Ceglane elewacje mają otwory okienne pozamykane ostrołukami. Zarówno wschodnia, jak i zachodnia ściana nawy zwieńczone są szczytami ze smukłymi sterczynami. Wieża z otworami dźwiękowymi na ostatniej kondygnacji licowana jest cegłą klinkierową. Główny portal wejściowy (ostrołukowy) mieści się w wieży. Przy ścianach wyeksponowane są renesansowe epitafia, a pod prezbiterium usytuowana jest krypta.

## Wyposażenie
Do wyposażenia świątyni należą m.in.:
- barokowa ambona wspierana przez figurę anioła (fundacja opatki głogowskiego klasztoru klarysek),
- gotycka figurka Madonny z Dzieciątkiem z końca XV w[4],
- dwa kamienne sakramentaria[3],
- neogotycki ołtarz główny,
- neogotyckie ołtarze boczne,
- neogotyckie stalle pochodzą z końca XIX wieku,
- organy i empora organowa z początku lat 30. XX wieku[2].

## Otoczenie
Obiekt otacza ceglany, tynkowany mur z XIX-wieczną, ceglaną kapliczką (neogotyk), wewnątrz którego znajduje się cmentarz. Na teren ten prowadzą dwie bramy. Na obszarze nekropolii licznie reprezentowane są nagrobki z XIX i XX wieku.

## Galeria

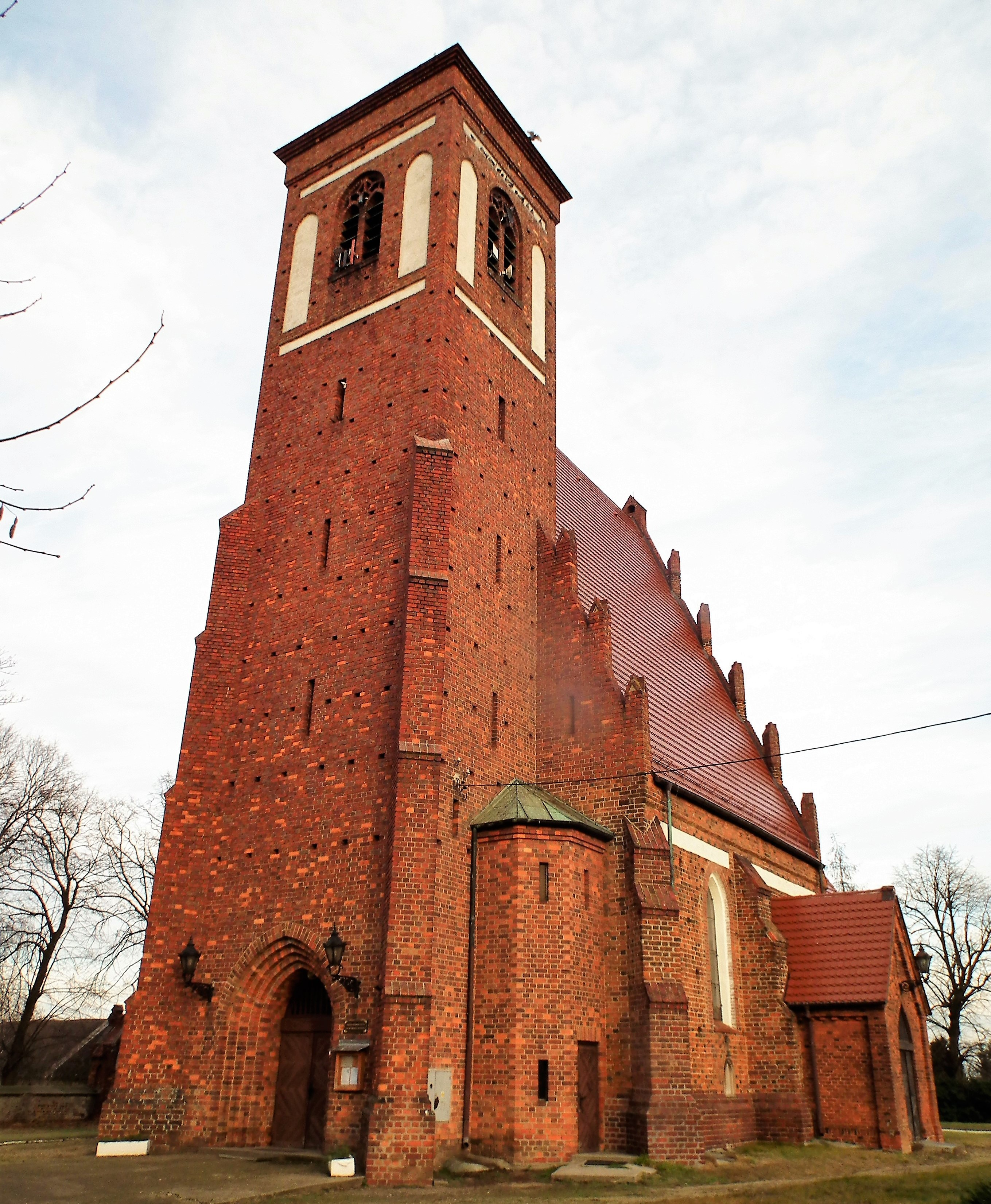
Widok od strony wieży
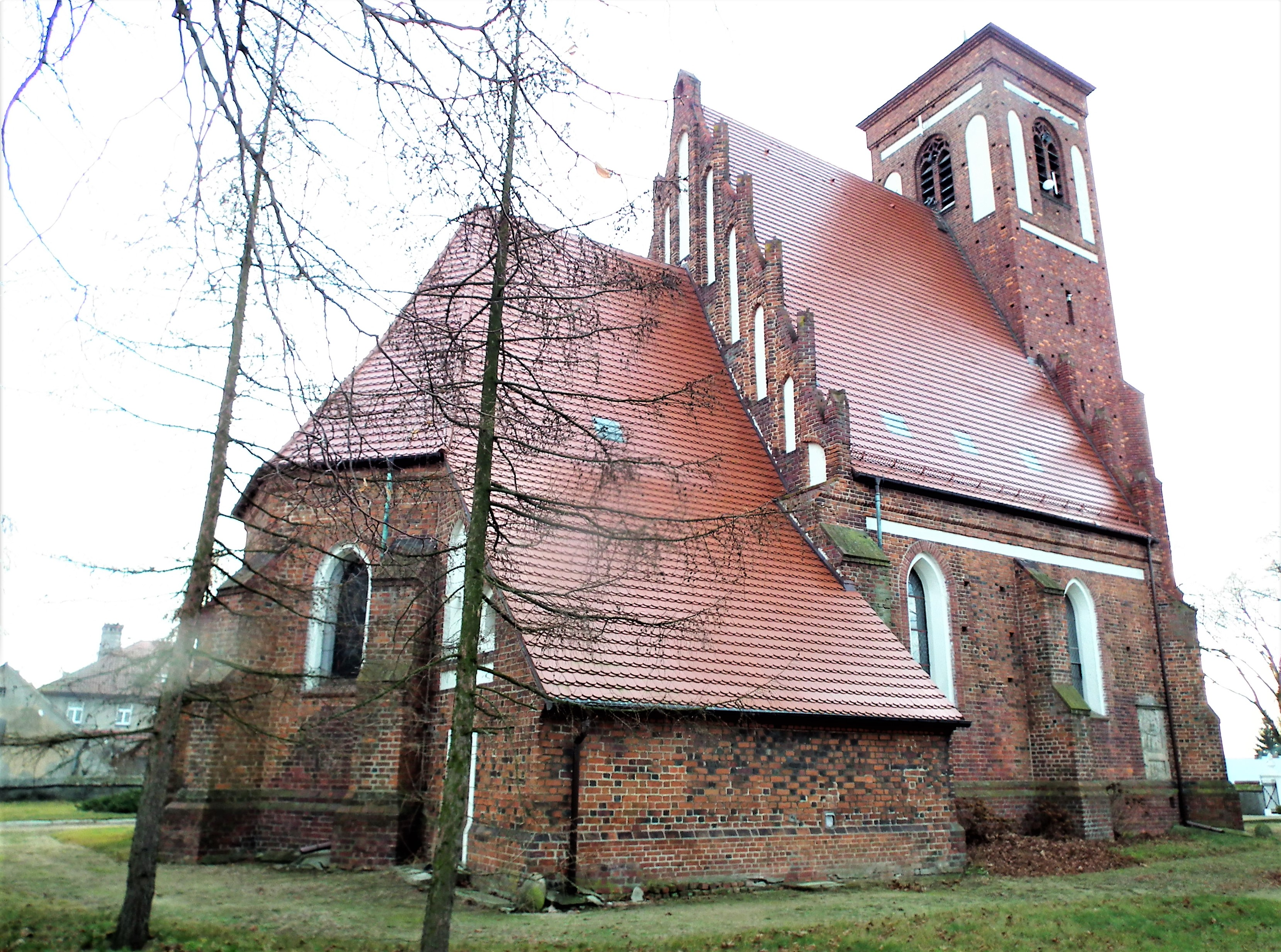
Widok od strony prezbiterium
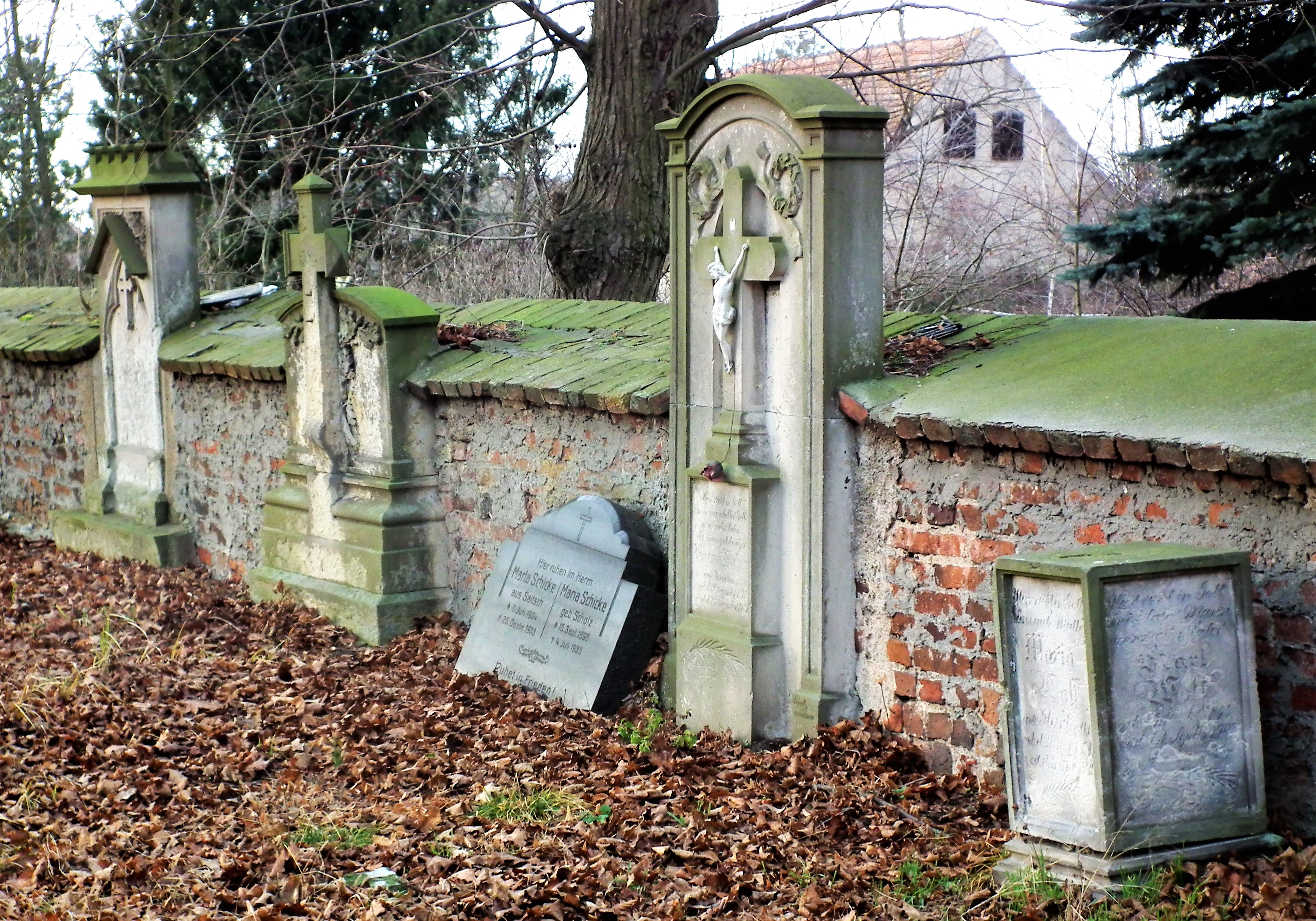
Nagrobki przy murze
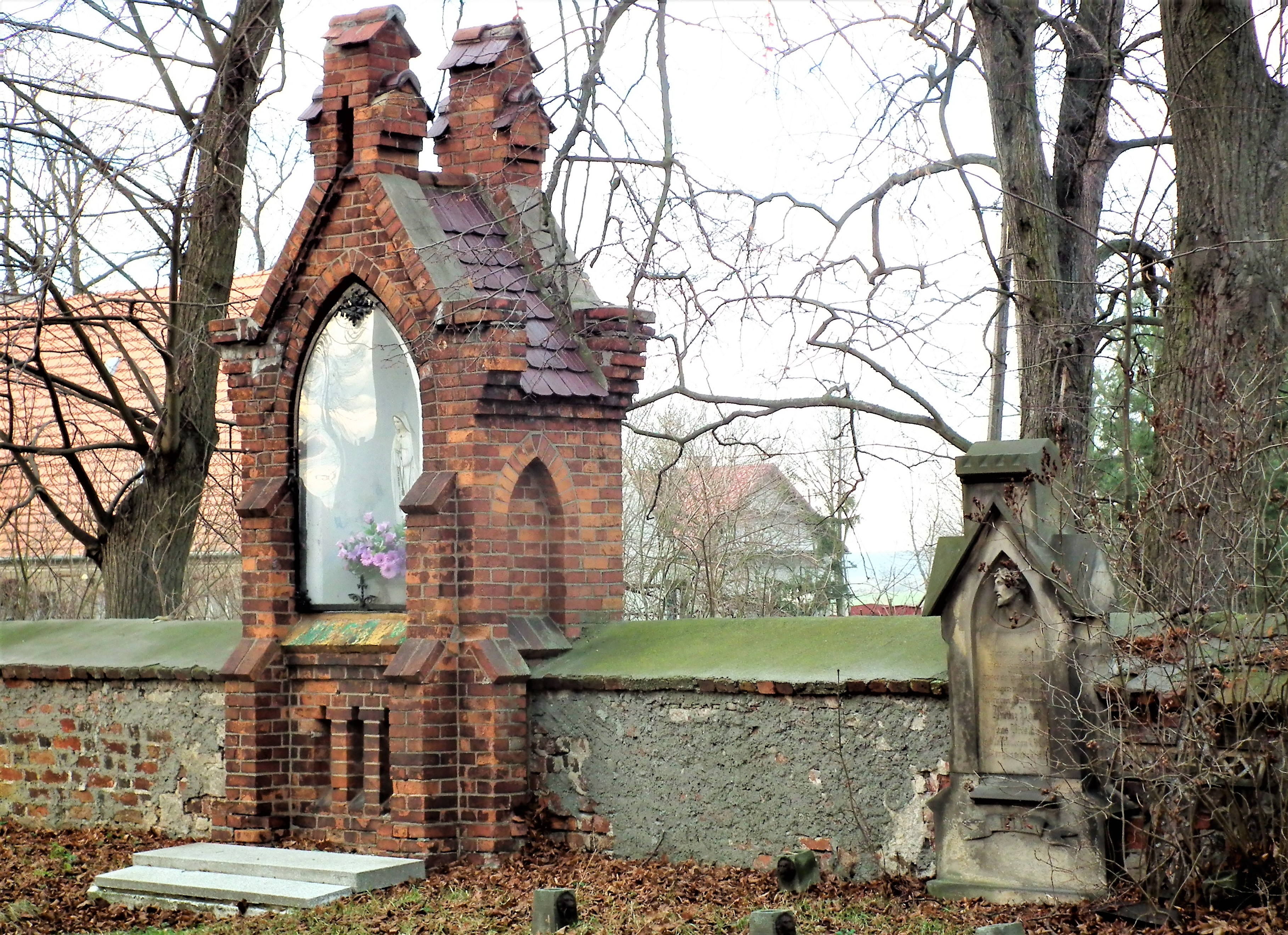
Neogotycka kapliczka w murze